# イーヴェン・スタンコヴィチ
イーヴェン・フェドロヴィチ・スタンコヴィチ（ウクライナ語: Євге́н Фе́дорович Станко́вич 1942年9月19日 - ）は、ウクライナの現代音楽の作曲家。舞台、管弦楽、室内楽、合唱の分野で生み出す作品は、世界中で演奏されてきている。

## 経歴
1942年、スタンコヴィチはハンガリー王国、ザカルパッチャ州のSzolyva（現在のスヴァリャヴァ）に生まれた。1962年から1963年にかけて、リヴィウ音楽院でアダム・ソルティスの下で作曲を学んだ。1965年から1970年の間には、キエフ音楽院でボリス・リャトシンスキーとミロスラフ・スコリクに作曲を師事。
音楽編集者として勤務した後、1988年からはキエフ音楽院で作曲の教授として教鞭を執った。2004年から2010年にかけてはウクライナ作曲家連合の議長を務めた。
2017年、全ウクライナ・オープン音楽オリンピアード組織委員会を率いた。

## 受賞・栄典
スタンコヴィチはその作品により多くの賞や栄誉を手にしている。
- ウクライナ英雄
- 人民友好勲章 （ソビエト連邦）
- Medal "For Labour Valour" （ソビエト連邦）

## 作品
スタンコヴィチの作品には12曲の交響曲、5曲のバレエ、1作のオペラ、器楽協奏曲、室内楽曲、映画音楽がある。バレエ作品にはキエフ大公妃オリガを題材とした『オリガ』がある。2011年に初演を迎えた民族オペラ『シダが咲くとき』は1970年代に作曲されながらもソビエト当局に上演を禁止されていた作品であり、このジャンルにおける初めての現代作品であった。